# 폴 웨슬리
폴 웨슬리(Paul Wesley, 1982년 7월 23일 ~ )는 미국의 배우이다.

## 출연 작품
- 레이트 블루머 (2016)
- 세상의 모든 엄마와 딸들 (2016)
- 떠나기 전 해야할 일 (2014)
- 샘 & 아미라 (2014)
- 베이타운 디스코 (2012)
- 엘스웨어 (2009)
- 비니스 더 블루 (2009)
- 더 러셀 걸 (2008)
- 킬러 무비 (2008)
- 폴른 (2007)
- 평화로운 전사 (2006)
- 폴런 (2006)
- 스트립, 비치발리볼 (2006)
- 롤 바운스 (2005)
- 더 라스트 런 (2004)
- 마이너리티 리포트 (2002)

### 텔레비전
- 가이딩 라이트 (1999-2001)
- 성범죄수사대: SVU (2002, 2005)
- 아미 와이브즈 (2008-09)
- 뱀파이어 다이어리 (2009-17)